# Weyburn
Weyburn – miasto w Kanadzie, w prowincji Saskatchewan, położone nad rzeką Souris. W 2006 r. miasto to na powierzchni 15,78 km² zamieszkiwały 9 433 osoby.